# Stanisław Milanowski

Herb Suchekomnaty

Stanisław Milanowski herbu Suchekomnaty (zm. 1509) – podskarbi nadworny koronny w latach 1501–1506, podskarbi dworski Aleksandra Jagiellończyka w 1499 roku, dworzanin królewski.
Od 1503 burgrabia krakowski, następnie łowczy królewski i wojski gostyniński.
Piastował urząd podskarbiego nadwornego koronnego od 1505 roku. Podpisał testament króla Aleksandra Jagiellończyka w 1505 roku.